# Saison 2019-2020 des Chamois niortais
 (avril 2019).
Si vous disposez d'ouvrages ou d'articles de référence ou si vous connaissez des sites web de qualité traitant du thème abordé ici, merci de compléter l'article en donnant les références utiles à sa vérifiabilité et en les liant à la section « Notes et références ».
 (juin 2020).
Maillots
Chronologie
Saison précédente Saison suivante
La saison 2019-2020 du Chamois niortais Football Club est la trente-deuxième de l'histoire du club à l'échelle professionnelle et la septième consécutive en Ligue 2 depuis son retour en 2012.
À la suite de la Pandémie de Covid-19, le championnat de Ligue 2 est suspendu le 13 mars 2020.
Il est par la suite arrêté le 30 avril 2020 par la Ligue de Football Professionnel.

## Avant saison
La saison 2019-2020 du Chamois niortais Football Club débute officiellement le vendredi 21 juin 2019 avec la reprise de l'entraînement au stade René-Gaillard.

## Déroulement de la saison

### Joueurs prêtés
| N° | Nat. | Nom | Club en prêt | Compétition | Championnat | Championnat | Championnat | Championnat | Coupes nationales | Coupes nationales | Coupes nationales | Coupes nationales | Total | Total | Total | Total |
| -- | ---- | --- | ------------ | ----------- | ----------- | ----------- | ----------- | ----------- | ----------------- | ----------------- | ----------------- | ----------------- | ----- | ----- | ----- | ----- |

## Effectif professionnel actuel
Le tableau suivant recense l'ensemble des joueurs faisant partie de l'effectif des Chamois niortais pour la saison 2019-2020.

### Joueurs prêtés pour la saison 2019-2020
Le tableau suivant liste les joueurs en prêts pour la saison 2019-2020.
| Joueurs prêtés |    |                      |            |                     |           |                 |           |
| \| N° \| P. \| Nat. \| Nom \| Date de naissance \| Sélection \| Club en prêt \| \| \| 19 \| M \| \| Tom Lebeau \| 23/07/1998 (26 ans) \| – \| Stade Lavallois \| 2018-2021 \| |    |                      |            |                     |           |                 |           |
| N° | P. | Nat.                 | Nom        | Date de naissance   | Sélection | Club en prêt    |           |
| 19 | M  | Drapeau de la France | Tom Lebeau | 23/07/1998 (26 ans) | –         | Stade Lavallois | 2018-2021 |

| N° | P. | Nat.                 | Nom        | Date de naissance   | Sélection | Club en prêt    |           |
| 19 | M  | Drapeau de la France | Tom Lebeau | 23/07/1998 (26 ans) | –         | Stade Lavallois | 2018-2021 |

## Rencontres de la saison

### Ligue 2
| Date       | J. |             | Score |              | Buteurs Niort                                | C. | Affluence | LFP |
| ---------- | -- | ----------- | ----- | ------------ | -------------------------------------------- | -- | --------- | --- |
| 10/01/2020 | 20 | Niort       | 0 - 1 | Le Havre     | -                                            | 18 | 2 749     |     |
| 24/01/2020 | 21 | Châteauroux | 1 - 1 | Niort        | Jacob 11e                                    | 18 | -         |     |
| 31/01/2020 | 22 | Niort       | 4 - 4 | Paris        | Sissoko 11e 21e (pen.) 45e (pen.) · Sans 82e | 18 | 2 635     |     |
| 04/02/2020 | 23 | Caen        | 4 - 3 | Niort        | Vion 5e · Jacob 50e · Sissoko 72e            | 18 | -         |     |
| 07/02/2020 | 24 | Niort       | 2 - 0 | Orléans      | Sissoko 74e · Jacob 83e                      | 17 | 2 716     |     |
| 14/02/2020 | 25 | Grenoble    | 3 - 1 | Niort        | Kilama 57e                                   | 18 | -         |     |
| 21/02/2020 | 26 | Niort       | 1 - 0 | Valenciennes | Sissoko 74e                                  | 18 | 3 051     |     |
| 28/02/2020 | 27 | Auxerre     | 3 - 1 | Niort        | Arcus 49e (csc)                              | 18 | -         |     |
| 06/03/2020 | 28 | Niort       | 1 - 1 | Nancy        | Sissoko 40e                                  | 18 | 2 774     |     |
| 13/03/2020 | 29 | Guingamp    | -     | Niort        | -                                            | -  | -         | -   |
| 20/03/2020 | 30 | Niort       | -     | Le Mans      | -                                            | -  | -         | -   |
| 03/04/2020 | 31 | Sochaux     | -     | Niort        | -                                            | -  | -         | -   |
| 10/04/2020 | 32 | Niort       | -     | Lorient      | -                                            | -  | -         | -   |
| 17/04/2020 | 33 | Rodez       | -     | Niort        | -                                            | -  | -         | -   |
| 21/04/2020 | 34 | Niort       | -     | Clermont     | -                                            | -  | -         | -   |
| 24/04/2020 | 35 | Ajaccio     | -     | Niort        | -                                            | -  | -         | -   |
| 01/05/2020 | 36 | Niort       | -     | Chambly      | -                                            | -  | -         | -   |
| 08/05/2020 | 37 | Niort       | -     | Lens         | -                                            | -  | -         | -   |
| 15/05/2020 | 38 | Troyes      | -     | Niort        | -                                            | -  | -         | -   |

### Classement
| Rang | Équipe                        | Pts | J  | G  | N  | P  | Bp | Bc | Diff | Qualification ou relégation |
| ---- | ----------------------------- | --- | -- | -- | -- | -- | -- | -- | ---- | --------------------------- |
| 1    | FC Lorient (C, P)             | 54  | 28 | 17 | 3  | 8  | 45 | 25 | +20  | Promotion en Ligue 1        |
| 2    | RC Lens (P)                   | 53  | 28 | 15 | 8  | 5  | 39 | 24 | +15  | Promotion en Ligue 1        |
| 3    | AC Ajaccio                    | 52  | 28 | 15 | 7  | 6  | 38 | 22 | +16  |                             |
| 4    | ESTAC Troyes                  | 51  | 28 | 16 | 3  | 9  | 34 | 25 | +9   |                             |
| 5    | Clermont Foot 63              | 50  | 28 | 14 | 8  | 6  | 35 | 25 | +10  |                             |
| 6    | Le Havre AC                   | 44  | 28 | 11 | 11 | 6  | 38 | 25 | +13  |                             |
| 7    | Valenciennes FC               | 42  | 28 | 11 | 9  | 8  | 24 | 20 | +4   |                             |
| 8    | EA Guingamp R                 | 39  | 28 | 10 | 9  | 9  | 40 | 33 | +7   |                             |
| 9    | Grenoble Foot 38              | 35  | 28 | 7  | 14 | 7  | 27 | 29 | −2   |                             |
| 10   | FC Chambly Oise P             | 35  | 28 | 9  | 8  | 11 | 26 | 32 | −6   |                             |
| 11   | AJ Auxerre                    | 34  | 28 | 8  | 10 | 10 | 31 | 30 | +1   |                             |
| 12   | AS Nancy Lorraine             | 34  | 28 | 6  | 16 | 6  | 27 | 26 | +1   |                             |
| 13   | SM Caen R                     | 34  | 28 | 8  | 10 | 10 | 33 | 34 | −1   |                             |
| 14   | FC Sochaux-Montbéliard        | 34  | 28 | 8  | 10 | 10 | 28 | 30 | −2   |                             |
| 15   | La Berrichonne de Châteauroux | 34  | 28 | 9  | 7  | 12 | 22 | 38 | −16  |                             |
| 16   | Rodez AF P                    | 32  | 28 | 8  | 8  | 12 | 31 | 34 | −3   |                             |
| 17   | Paris FC                      | 28  | 28 | 7  | 7  | 14 | 22 | 40 | −18  |                             |
| 18   | Chamois niortais FC           | 26  | 28 | 6  | 8  | 14 | 30 | 41 | −11  |                             |
| 19   | Le Mans FC P (R)              | 26  | 28 | 7  | 5  | 16 | 30 | 45 | −15  | Relégation en National      |
| 20   | US Orléans (R)                | 19  | 28 | 4  | 7  | 17 | 21 | 43 | −22  | Relégation en National      |

Évolution du classement en fonction des résultats
| Journée  | 1  | 2  | 3 | 4 | 5 | 6 | 7 | 8  | 9 | 10 | 11 | 12 | 13 | 14 | 15 | 16 | 17 | 18 | 19 | 20 | 21 | 22 | 23 | 24 | 25 | 26 | 27 | 28 | 29 | 30 | 31 | 32 | 33 | 34 | 35 | 36 | 37 | 38 | Journées en tête | Journées promouvable |
| -------- | -- | -- | - | - | - | - | - | -- | - | -- | -- | -- | -- | -- | -- | -- | -- | -- | -- | -- | -- | -- | -- | -- | -- | -- | -- | -- | -- | -- | -- | -- | -- | -- | -- | -- | -- | -- | ---------------- | -------------------- |
| Rang     | 18 | 17 | 8 | 5 | 9 | 6 | 9 | 10 | 9 | 13 | 14 | 14 | 14 | 15 | 14 | 15 | 16 | 17 | 18 | 18 | 18 | 18 | 18 | 17 | 18 | 18 | 18 | 18 |    |    |    |    |    |    |    |    |    |    | 0                | 1                    |
| Résultat | P  | N  | G | G | N | G | P | N  | N | P  | N  | P  | P  | P  | G  | P  | P  | P  | P  | P  | N  | N  | P  | G  | P  | G  | P  | N  |    |    |    |    |    |    |    |    |    |    | —                | —                    |

### Coupe de la Ligue
| Tour     | Date            |       | Score         |                       | Buteurs Niort                              | Feuille de match |
| -------- | --------------- | ----- | ------------- | --------------------- | ------------------------------------------ | ---------------- |
| 1er tour | 13 août 2019    | Niort | 3 - 1         | LB Châteauroux (L2)   | Konaté 45e · Koyalipou 83e · Leautey 90+1e |                  |
| 2e tour  | 27 août 2019    | Niort | 0-0 (5 tab 4) | Grenoble Foot 38 (L2) | -                                          |                  |
| 16ème    | 30 octobre 2019 | Niort | 1 - 2         | Toulouse FC (L1)      | Sissoko 11e (pen.)                         |                  |

### Coupe de France
| Tour    | Date             |                     | Score         |                         | Buteurs Niort            | Feuille de match |
| ------- | ---------------- | ------------------- | ------------- | ----------------------- | ------------------------ | ---------------- |
| 7e tour | 16 novembre 2019 | LB Châteauroux (L2) | 1-1 (6 tab 7) | Niort                   | Baroan 14e               | -                |
| 8e tour | 7 décembre 2019  | FC Cournon (R2)     | 0 - 2         | Niort                   | Koné 20e 60e             | -                |
| 32ème   | 4 janvier 2020   | Niort               | 1 - 2         | JS Saint-Pierroise (R1) | Randrianarisoa 63e (csc) | -                |